# Young, Fly & Flashy, Vol. 1
Young, Fly & Flashy, Vol. 1 – album kompilacyjny amerykańskiego rapera i producenta Jermaine’a Dupriego.

## Lista utworów
1. „I'm Hot” (featuring Young Capone, Daz Dillinger & T-Roc) – 3:54
2. „Gotta Getcha” (featuring Missy Elliott); 2:50
3. „Kodak Moment (Remix)” (featuring Kavious & Bun B) – 4:19
4. „Oh, I Think They Like Me (So So Def Remix)” (featuring Dem Franchize Boyz, Da Brat & Bow Wow) – 4:43
5. „So What” (featuring Kato) – 3:53
6. „Throw'd Off” (featuring T. Waters) – 3:49
7. „Just to Fight” (featuring Pastor Troy) – 3:41
8. „Grown Man” (featuring Torica, Miss B.F. & Miss B) – 3:47
9. „10 Toes (featuring Kid Slim, Daz Dillinger, J-Kwon & Stat Quo) – 3:38
10. „Put Cha Hands Up (featuring KP & Envyi) – 3:05
11. „Young, Fly & Flashy”(featuring Young Capone, Midnight, Champagne Shawty & C-Dirt) (Bonus Track) – 6:58

## Historia notowań

### Notowania albumu
| Notowanie              | Pozycja |
| ---------------------- | ------- |
| Billboard 200          | 43      |
| Top R&B/Hip-Hop Albums | 12      |

### Single
Gotta Getcha
| Notowanie                        | Pozycja |
| -------------------------------- | ------- |
| Hot R&B/Hip-hop Singles & Tracks | 31      |
| Hot Rap Tracks                   | 15      |
| Rhytmic Top 40                   | 20      |
| Billboard Hot 100                | 60      |
| Pop 100                          | 72      |

Oh, I Think They Like Me
| Notowanie (2005)                     | Pozycja |
| ------------------------------------ | ------- |
| Finnish Singles Chart                | 33      |
| New Zealand RIANZ Singles Chart      | 4       |
| U.S. Billboard Hot 100               | 15      |
| U.S. Billboard Pop 100               | 34      |
| U.S. Billboard Hot R&B/Hip-Hop Songs | 1       |
| U.S. Billboard Hot Rap Tracks        | 1       |
| U.S. Billboard Hot Digital Songs     | 31      |
| U.S. Billboard Rhythmic Top 40       | 7       |